# McKayla Maroney
McKayla Rose Maroney, född den 9 december 1995 i Aliso Viejo, är en amerikansk gymnast.
Hon tog OS-silver i damernas hopp och OS-guld i damernas lagmångkamp i samband med de olympiska gymnastiktävlingarna 2012 i London. Under Världsmästerskapen i artistisk gymnastik 2011 i Tokyo, Japan tog hon guld i hopp samt lagmångkampen. 2013 försvarade hon sin mästartitel i Världsmästerskapen 2013 i Antwerpen, Belgien då hon återigen tog guld i hopp. 

## Uppväxt
McKayla Maroney är dotter till Erin och Mike Maroney och har två syskon, Tarynn och Kav Maroney. För att kunna träna som elitgymnast är Maroney hemskolad.

## Seniorkarriär

### 2011
I oktober tävlade Maroney i Världsmästerskapen i artistisk gymnastik i Tokyo, Japan. Hon bidrog till guldet i lagfinalen med en hopp-poäng på 16,033 och en friståendepoäng på 14,566.  I hoppfinalen tog Maroney hem guldmedaljen med en poäng på 15,300. 

### 2012

#### Olympiska spelen i London
I slutet av juli tävlade Maroney i de Olympiska spelen i London. Under en av träningarna förvärrade hon en tidigare bruten tå i sin högra fot. Hon kunde genomföra tävlingarna men ställde bara upp i hopp och ej i fristående vilket hon hade hoppats kunna delta i. 
Tillsammans med Jordyn Wieber ändrade hon lagnamnet från 'Fab Five' till 'Fierce Five'. På vägen till en av träningarna bestämde de sig för att komma på ett nytt namn eftersom 'Fab Five' redan användes av bland annat ett basketlag associerat till University of Michigan. 
I lagfinalen bidrog Maroney till guldet med ett hopp som fick poängen 16,233 vilket var den högsta poängen under hela tävlingen.  Hon fick också en genomsnittlig utförandepoäng på 9,733 vilket är det högsta utförandepoäng som delats ut under ett Olympiskt spel med det nya poängsystemet för kvinnlig artistisk gymnastik.
I hoppfinalen tog Maroney silver med en poäng på 15,083. Hon föll på sitt andra hopp men kom ändå på en andra plats. 

#### "McKayla är 'not impressed' "

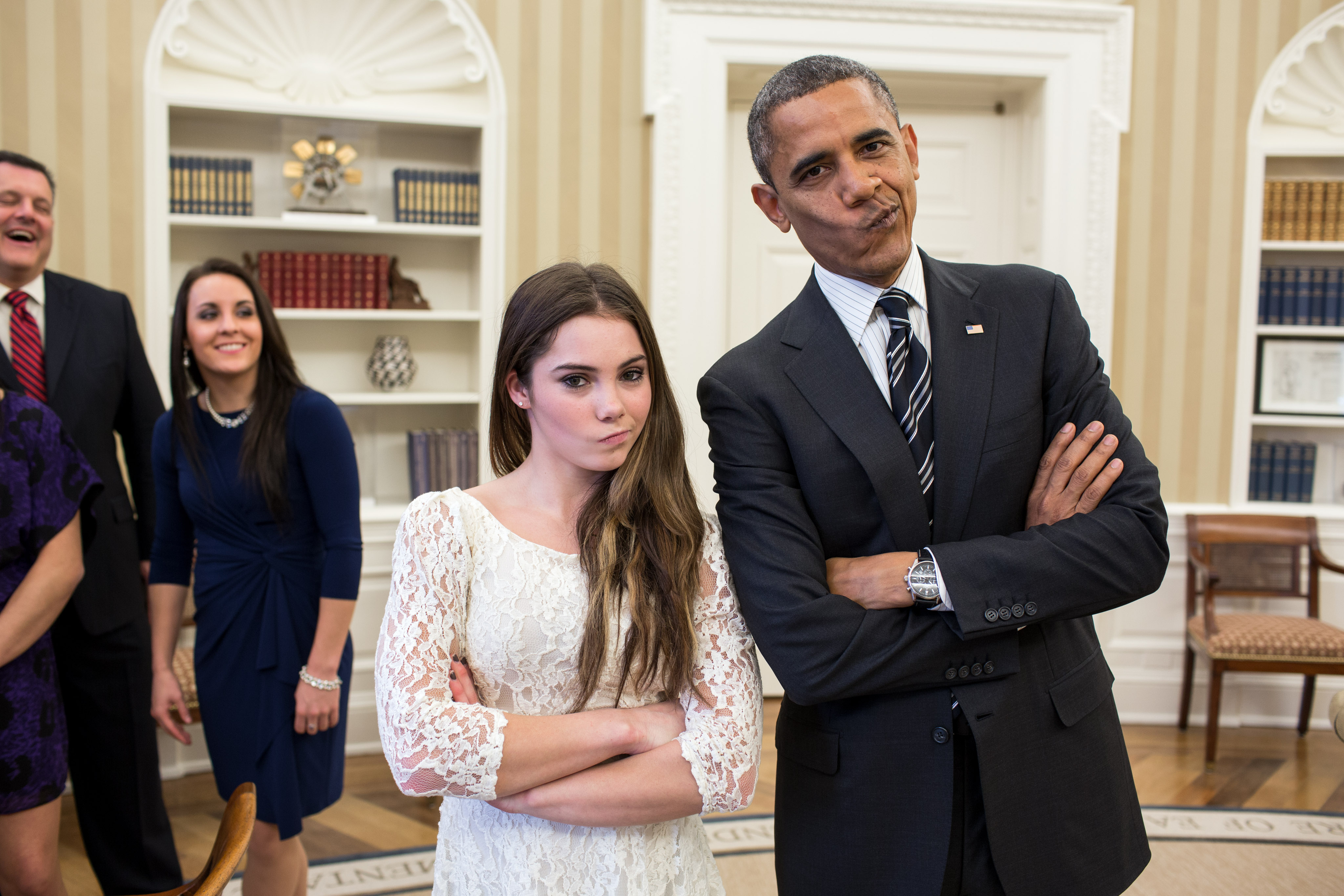

Efter att ha kommit på en andra plats i hoppfinalen togs en bild på Maroney på prispallen när hon gjorde en kort min av besvikelse. Bilden blev ett internetfenomen som utlöstes av en tumblr-blogg kallad "McKayla is not impressed".  Bilden photoshoppades in i olika bilder, exempelvis på  Kinesiska muren och bredvid Usain Bolt.  Maroney gjorde sedan denna min under medverkan i The Late Show with David Letterman, Dancing with the Stars och inte minst tillsammans med USA:s president Barack Obama i Vita Huset i november 2012.  Bilden kom även på en första plats på Yahoo:s lista över "Most Viral Photos" under 2012. 

### 2013
I oktober deltog Maroney i Världsmästerskapen i artistik gymnastik i Antwerpen i Belgien. I hoppfinalen försvarade hon sin titel som mästare och tog hem guldmedaljen med en poäng på 15,724. 

## Filmografi
Maroney debuterade som skådespelare under 2012 där hon medverkade i ett avsnitt av serien Hart of Dixie ('Baby, Don't Get Hooked on Me'). Där hade hon rollen som 'Tonya' och medverkade sedan i ytterligare 2 avsnitt under 2013 ('Lovesick Blues', 'We Are Never Ever Getting Back Together').  Under 2013 medverkade hon även i serien Bones där hon spelar 'Ellie' som är en elitgymnast.